# Kačer (région)
Pour les articles homonymes, voir Kačer.

Le Kačer (en serbe cyrillique : Качер) est une région située au centre de la Serbie. 
Le Kačer est une sous-région de la Šumadija. Dans sa frange orientale, elle est bordée par la rivière Jasenica. Les localités les plus importantes du secteur sont Ljig et Belanovica.

## Politique
Aux élections locales serbes de 2008, une liste nommée « Pour le développement de Ljig et du Kačer » a obtenu 3 sièges sur les 30 de l'assemblée municipale de Ljig.